# Ristrutturazione aziendale
Una ristrutturazione aziendale è un processo di organizzazione e gestione aziendale, che avviene tipicamente in casi di acquisizione e fusione di aziende.

## Finalità
La riorganizzazione della produzione e delle attività lavorative ha lo scopo di migliorare l'efficienza e ridurre i costi. Di frequente è fra i primi provvedimenti presi per contenere le perdite aziendali; la riduzione del costo del lavoro, diversamente da altre voci di costo, non ha costi fissi che si sostengono comunque anche in caso di perdita né salari e stipendi sono finalità del capitale di debito.

## Gli strumenti normativi
Il diritto fallimentare riserva agli amministratori delegati il potere di presentare istanza di fallimento in tribunale, anche per società con i bilanci in attivo. Un argomento presentato a sindacati e lavoratori per accettare la ristrutturazione è la possibilità di ricorso al fallimento e di rivendere sotto nuovo nome l'azienda fallita a società, eventualmente create ad hoc, in Stati del mondo con salari e costo del lavoro minori, nei quali si intende delocalizzare la produzione.

## Conseguenze
La ristrutturazione comporta dequalificazioni nelle mansioni professionali e un ingente numero di licenziamenti il cui impatto è attenuato ricorrendo ad "ammortizzatori sociali" come la cassa integrazione.